# Пардо, Джей Ди
Хорхе Даниэль «Джей Ди» Пардо (англ. J. D. Pardo; род. 1980) — американский актёр и модель. Наиболее известен по роли Изи Рейеса в телесериале «Майянцы», а также по роли Джека Торетто в фильме «Форсаж 9».

## Биография
Джей Ди Пардо родился 7 сентября 1980 года в Панорама-Сити (Лос-Анджелес). Его отец родом из Аргентины, а мать-из Сальвадора.
С 2001 года снимается в эпизодических ролях различных проектов. В 2004 году играет в телесериалах «Американские мечты» и «Клубная раздевалка», благодаря чему обращает на себя внимание и получает приглашение на главную роль в телефильме, основанном на реальной истории, «Девушка, похожая на меня: история Гвен Араухо» режиссёра Агнешки Холланд. В этом фильме Пардо играет Гвен Араухо — жестоко убитую трансгендерную женщину; за эту роль он в 2007 году номинировался в качестве Лучшего актёра на премию «Imagen Foundation Awards». В 2007 году получает роль Шона Саласара в телесериале «Гонка» производства телекомпании «Fox». В фильме 2009 года «Пылающая равнина» (режиссёр Гильермо Арриага) играет одного из главных героев в молодости. В 2012 году играет ополченца по имени Нэйт, в фантастическом телесериале «Революция», а также снялся во второй части экранизации романа «Рассвет» Стефани Майер — «Сумерки. Сага: Рассвет — Часть 2», сыграв в нём полувампира-получеловека.
С 2018 по 2023 год сыграл одну из главный ролей в телесериале FX «Майянцы».

## Фильмография
| Год       |    | Русское название                              | Оригинальное название                     | Роль                             |
| --------- | -- | --------------------------------------------- | ----------------------------------------- | -------------------------------- |
| 2001      | с  | Титаны                                        | Titans                                    | Ник                              |
| 2002      | тф | Ранчо надежды                                 | Hope Ranch                                | Эрнесто                          |
| 2004      | ф  | История Золушки                               | A Cinderella Story                        | Райан                            |
| 2004      | с  | Американские мечты                            | American Dreams                           | рядовой Карлос Перес / Мэт Перес |
| 2004—2005 | с  | Клубная раздевалка                            | Clubhouse                                 | Хосе Маркес                      |
| 2005      | с  | Вероника Марс                                 | Veronica Mars                             | Рик                              |
| 2005      | ф  | Суперкросс                                    | Supercross                                | Чай                              |
| 2005      | ф  | Крэйзи                                        | Havoc                                     | Тод Розенберг                    |
| 2006      | с  | Одинокие сердца                               | The O.C.                                  | татуированный парень             |
| 2006      | тф | Девушка, похожая на меня: история Гвен Араухо | A Girl Like Me: The Gwen Araujo Story     | Гвен Араухо / Эдди Араухо        |
| 2006      | с  | C.S.I.: Место преступления Майами             | CSI: Miami                                | Марио Пилар                      |
| 2007      | с  | Гонка                                         | Drive                                     | Шон Саласар                      |
| 2007      | с  | Тайны Палм-Спрингс                            | Hidden Palms                              | Эдди Нолан                       |
| 2009      | ф  | Пылающая равнина                              | The Burning Plain                         | Сантьяго (в молодости)           |
| 2010      | с  | 90210: Новое поколение                        | 90210                                     | Дэкс                             |
| 2012      | ф  | Сумерки. Сага: Рассвет — Часть 2              | The Twilight Saga: Breaking Dawn – Part 2 | Науэль                           |
| 2012—2014 | с  | Революция                                     | Revolution                                | Нэйт Уокер / Джейсон Нэвилл      |
| 2013      | ф  | Стукач                                        | Snitch                                    | Бенисио                          |
| 2015      | с  | Посланники                                    | The Messengers                            | Рауль                            |
| 2018—2023 | с  | Майянцы                                       | Mayans MC                                 | Изекиль «Изи» Рейес              |
| 2021      | ф  | Форсаж 9                                      | F9                                        | Джек Торетто                     |
| 2023      | ф  | Гипнотик                                      | Hypnotic                                  | Ник                              |
| 2024      | ф  | Дом у дороги                                  | Road House                                |                                  |